# Michael Kwiatkowski
Michael Kwiatkowski (ur. 21 listopada 1961 w Hamiota) – ukraiński biskup greckokatolicki obrządku bizantyjsko-ukraińskiego, eparcha New Westminster.

## Życiorys
Święcenia kapłańskie otrzymał 28 lipca 1986 i został inkardynowany do archieparchii Winnipeg. Po krótkim stażu duszpasterskim odbył studia z bioetyki w Stanach Zjednoczonych i studia z prawa kanonicznego w Rzymie. W latach 1996–2006 pracował duszpastersko na Ukrainie, pełniąc funkcje m.in. kanclerza kurii arcybiskupa większego, przewodniczącego arcybiskupiego trybunału oraz wicerektora Ukraińskiego Uniwersytetu Katolickiego. Po powrocie do kraju był m.in. ojcem duchownym seminarium w Ottawie, proboszcza bizantyjsko-ukraińskich parafii w Winnipeg oraz kanclerza miejscowej kurii.
Został wybrany ordynariuszem eparchii New Westminster. 24 sierpnia 2023 papież Franciszek zatwierdził ten wybór. Chirotonii udzielił mu 8 listopada 2023 metropolita Winnipeg – arcybiskup Lawrence Huculak.